# رناتو دوسنا
رناتو دوسنا (انگلیسی: Renato Dossena؛ زادهٔ ۱۴ آوریل ۱۹۸۷) بازیکن فوتبال اهل ایتالیا است.
از باشگاه‌هایی که در آن بازی کرده‌است می‌توان به باشگاه فوتبال کومو، باشگاه فوتبال ونتزیا، باشگاه فوتبال کارپی، و باشگاه فوتبال امپولی اشاره کرد.